# Carl Jeanrenaud

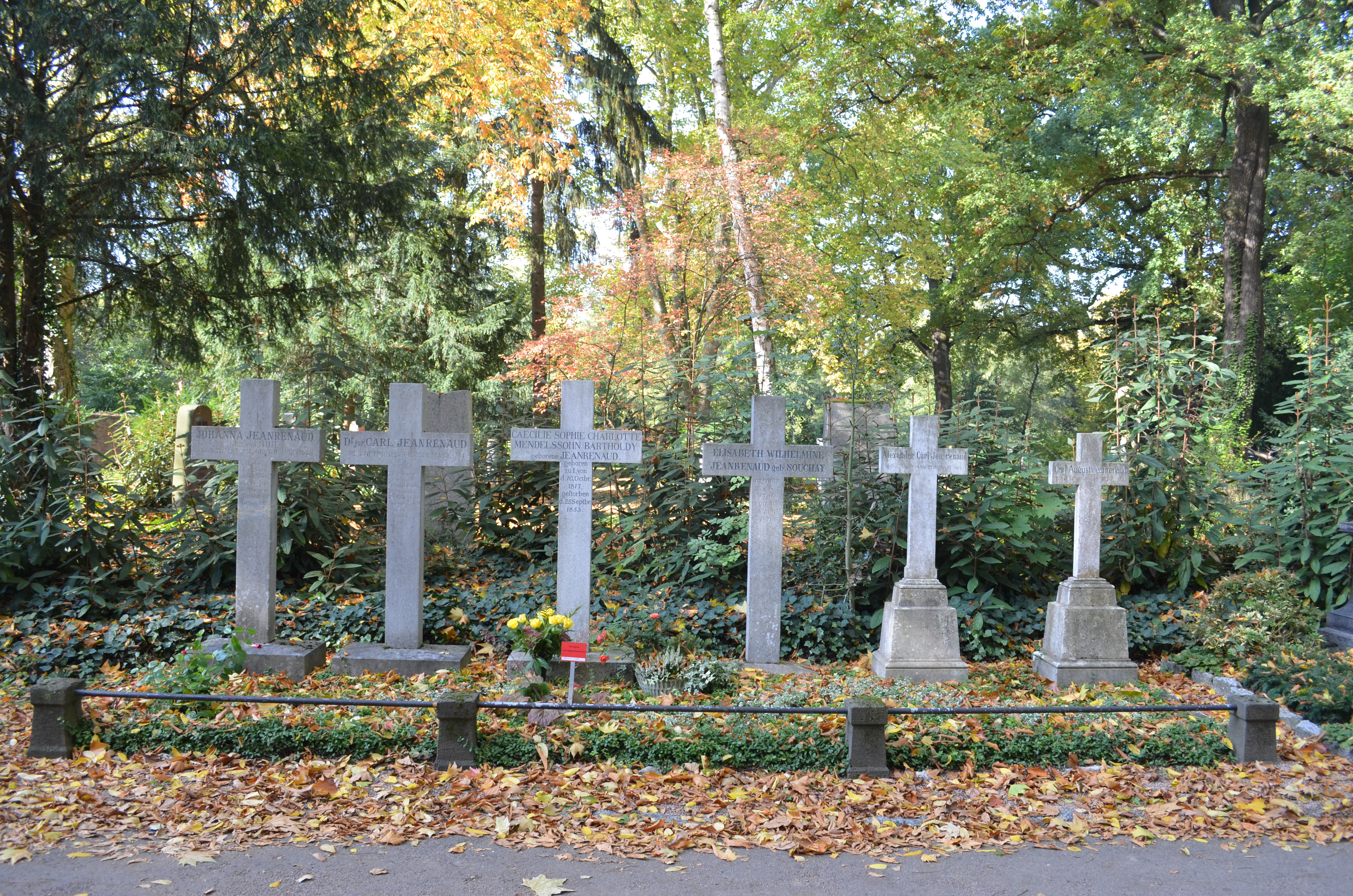
Familiengrab, das Grab von Carl Jeanrenaud ist das zweite Kreuz von links

Carl Jeanrenaud (* 7. Oktober 1814 in Frankfurt am Main; † 10. März 1891 ebenda) war ein deutscher Richter und Politiker.

## Leben
Jeanrenaud war der Sohn des französisch-reformierten Predigers in Frankfurt am Main, Franz August Jeanrenaud (1788–1819) und dessen Ehefrau Elisabeth Wilhelmine Souchay (1796–1871). Seine Schwester Cécile Mendelssohn Bartholdy heiratete Felix Mendelssohn Bartholdy. Jeanrenaud, der evangelisch-reformierter Konfession war, heiratete die Enkelin von Johann Wolfgang Textor, Johanna von Biehl. 
Jeanrenaud studierte Rechtswissenschaften, wurde zum Dr. jur. promoviert. und wurde Advokat in Frankfurt am Main. Dort war er von 1857 bis 1864 auch Rat beim Appellationsgericht Frankfurt am Main. Von 1845 bis 1848, 1851 und erneut von 1857 bis 1858 war er Mitglied der Gesetzgebenden Versammlung der Freien Stadt Frankfurt.
Er ist im Familiengrab auf der Frankfurter Hauptfriedhof bestattet. Das Familiengrab steht als Kulturdenkmal unter Denkmalschutz.